# Токари (Лохвицкий район)
Токари́ (укр. Токарі) — село,
Токаревский сельский совет,
Лохвицкий район,
Полтавская область,
Украина.

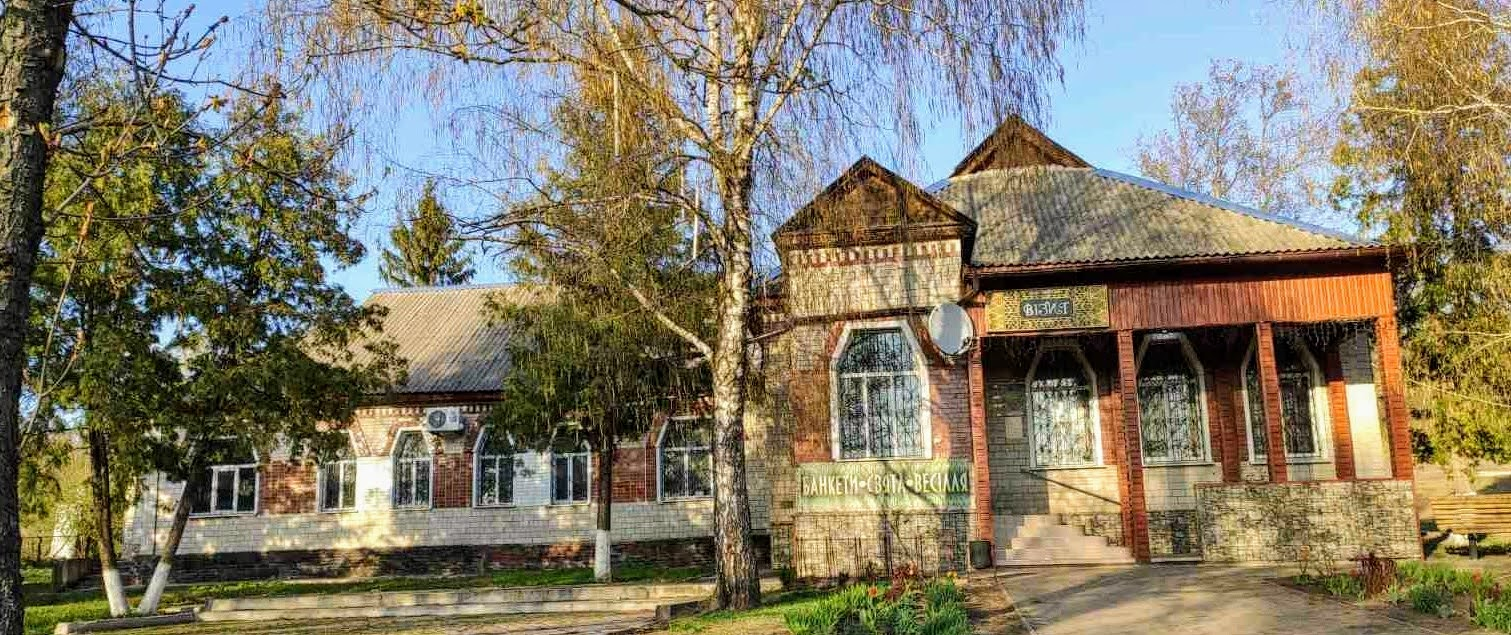
Здание бывшей земской школы, постройки нач. XX в.

Код КОАТУУ — 5322687201. Население по переписи 2001 года составляло 1511 человек.
Является административным центром Токаревского сельского совета, в который, кроме того, входят сёла
Гамалиевка,
Долинка,
Пучковщина и
Руда.

## Географическое положение
Село Токари находится на берегах реки Артополот,
выше по течению на расстоянии в 1,5 км расположено село Степовое,
ниже по течению примыкает город Заводское.
Через село проходит автомобильная дорога Т-1705.

## Экономика
- Молочно-товарная и птице-товарная фермы.
- Кооператив «Токари».

## Объекты социальной сферы
- Школа.
- Клуб.
- Библиотека.